# 22910 Жуйван
22910 Жуйван (22910 Ruiwang) — астероїд головного поясу, відкритий 4 жовтня 1999 року.
Тіссеранів параметр щодо Юпітера — 3,508.